# Тијаго Невес
Тијаго Невес (27. фебруар 1985) бразилски је фудбалер.

## Каријера
Током каријере је играо за Флуминенсе, Хамбургер, Ал Хилал, Фламенго, Крузеиро и многе друге клубове.

## Репрезентација
За репрезентацију Бразила дебитовао је 2008. године. За тај тим је одиграо 7 утакмица.

## Статистика
| Бразил | Бразил  | Бразил |
| Година | Наступи | Голови |
| ------ | ------- | ------ |
| 2008.  | 1       | 0      |
| 2009.  | 0       | 0      |
| 2010.  | 0       | 0      |
| 2011.  | 1       | 0      |
| 2012.  | 5       | 0      |
| Укупно | 7       | 0      |